# Rochelle Gilmore
Rochelle Gilmore (Sutherland, Nova Gal·les del Sud, 14 de desembre de 1981) és una ciclista australiana que fou professional del 2003 al 2014. Competia en ruta i en pista.

## Palmarès en pista
- 2003
  - Campiona d'Oceania en Puntuació
  - Campiona d'Oceania en Scratch
- 2005
  - Campiona d'Oceania en Puntuació
- 2007
  -  Campiona d'Austràlia en Scratch

### Resultats a laCopa del Món en pista
- 2003
  - 1a a Sydney, en Velocitat per equips
- 2004-2005
  - 1a a Sydney, en Puntuació

## Palmarès en ruta
- 2001
  - 1a al Gran Premi Carnevale d'Europa
  - Vencedora d'una etapa al Giro d'Itàlia
  - Vencedora d'una etapa al Trofeu d'Or
- 2002
  - Vencedora d'una etapa al Trofeu d'Or
  - Vencedora d'una etapa al Tour de Snowy
- 2003
  - Vencedora d'una etapa al Giro d'Itàlia
- 2005
  - 1a a la Geelong World Cup
- 2006
  - Vencedora d'una etapa al Geelong Tour
- 2007
  - Campiona oceànica en ruta
  - Vencedora d'una etapa a la Ruta de França
- 2008
  - Vencedora de 3 etapes al Tour de Prince Edward Island
- 2009
  - 1a al Sparkassen Giro Bochum
  - Vencedora de 2 etapes a la Volta a Nova Zelanda
- 2010
  - Medalla d'or als Jocs de la Commonwealth en ruta
- 2011
  - 1a al Jayco Bay Cycling Classic i vencedora de 2 etapes
  - Vencedora d'una etapa al Ladies Tour of Qatar